# Milchkaffee

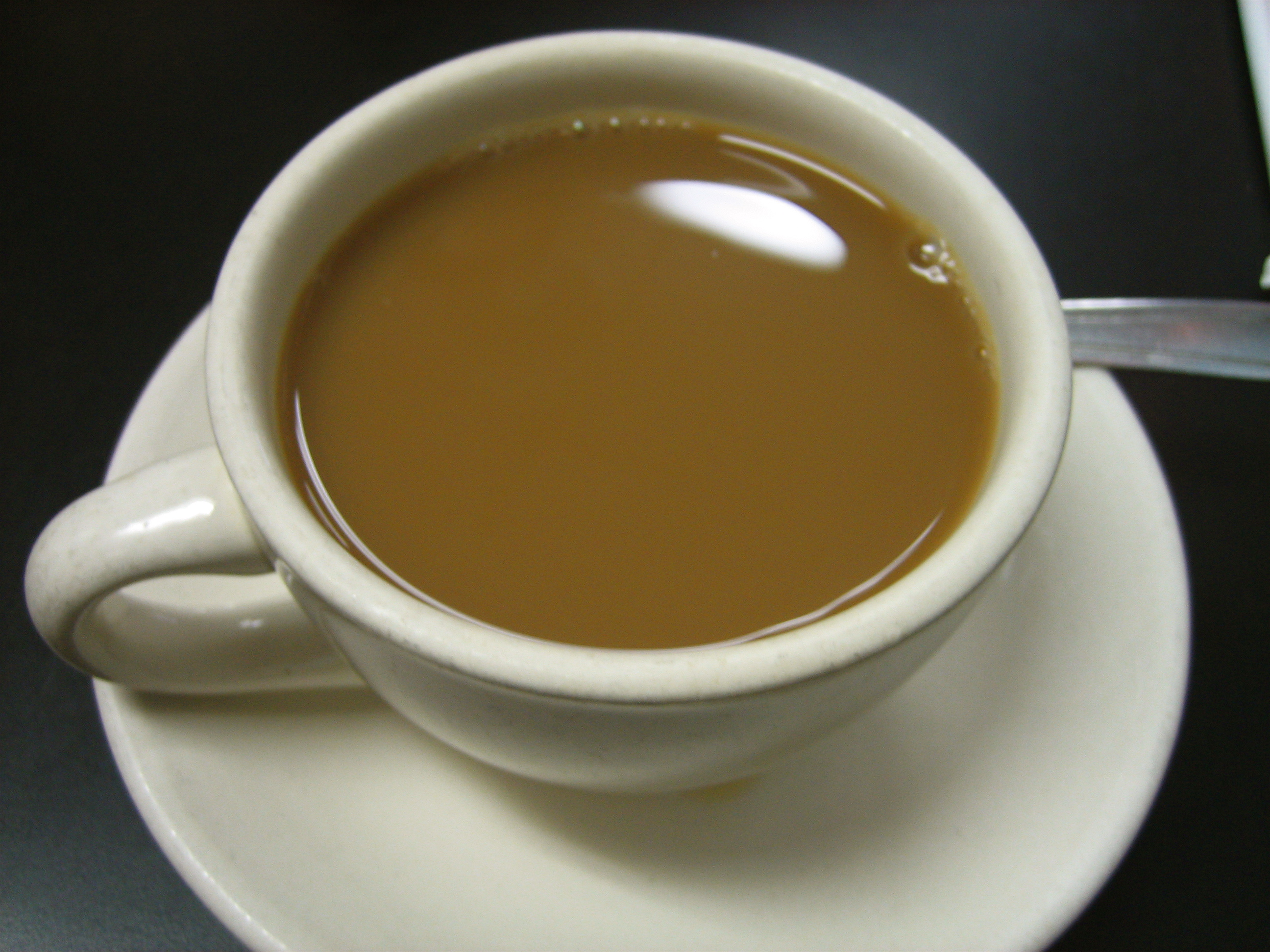
Milchkaffee in einer Tasse

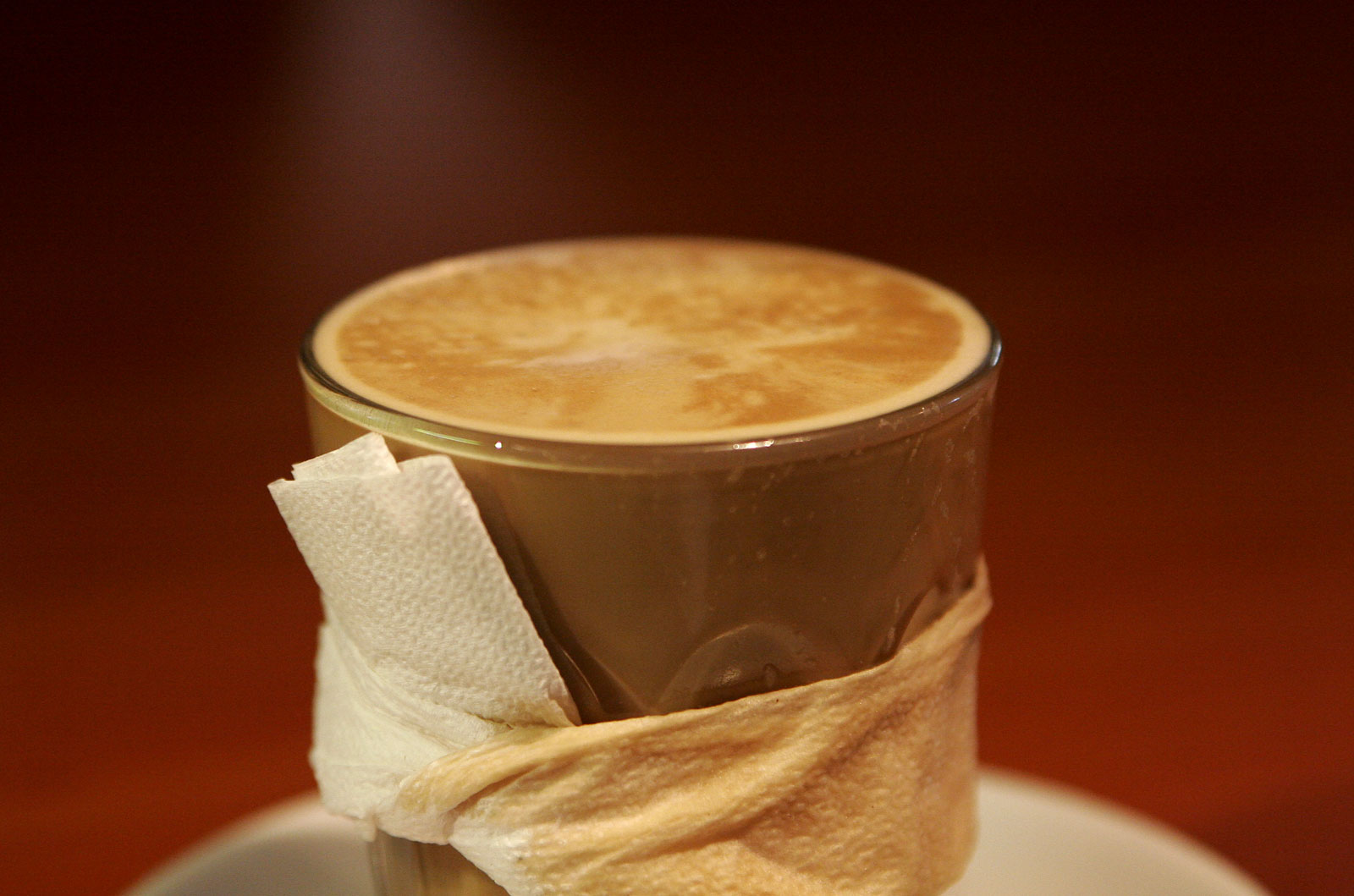
Milchkaffee in einem Glas

Milchkaffee (französisch Café au lait, italienisch Caffè latte) ist ein Kaffeegetränk hergestellt aus Kaffee und heißer Milch. Er unterscheidet sich von Cappuccino insbesondere dadurch, dass die verwendete Milch nicht aufgeschäumt ist. Milchkaffee ist ein typischer Bestandteil des französischen, österreichischen und italienischen Frühstücks.

## Bezeichnung in anderen Sprachen und Ländern

### Frankreich
Die französische Bezeichnung café au lait [kafeoˈlɛ] bedeutet „Kaffee mit Milch“. Dieser ist das typische Frühstücksgetränk in Frankreich, das in der Regel nicht aus einer Tasse, sondern aus einer größeren henkellosen Schale (einem bol) getrunken wird, aus dem man sonst auch Milch, Suppe oder Kräutertee trinken kann. Dazu wird ein (oft ohne Teller dargereichtes) Stück französisches Weißbrot, trocken oder mit Marmelade (aber meist ohne Butter), oder ein Croissant gegessen. Zuweilen wird Brot vom Vortag aufgebacken und vom Frühstückenden vor dem Verzehr kurz in den mit Milch vermischten heißen Kaffee getunkt (trempé); ebenso kann mit frischem Brot, Croissants und Zwieback verfahren werden. In Cafés werden Kaffee und Milch traditionell in zwei getrennten Kännchen serviert, und der Gast gießt beides in der bereitgestellten großen Kaffeetasse oder Schale zusammen. Der Einfachheit halber wird Café au lait heute in Cafés auch bereits gemischt in einer großen Tasse serviert. Üblicherweise wird Würfelzucker, heute oft Streuzucker zum Süßen des Getränks bereitgestellt.
Nachmittags wird Milchkaffee in kleineren Tassen unter der Bezeichnung café crème serviert. Der Café crème wird im Gegensatz zum morgendlichen Milchkaffee – immer – fertig gemischt in einer Tasse aufgetragen. Zum Süßen wird Würfel- oder Streuzucker angeboten. Crème bedeutet hier im Gegensatz zum eigentlichen Wortsinn zumeist nicht Sahne, sondern Milch. Das Wort ist auch nicht mit dem italienischen crema zu verwechseln, das im Zusammenhang mit Kaffee weder Creme noch Sahne meint, sondern den Schaum bezeichnet, der sich bei der Herstellung eines Espressos an dessen Oberfläche absetzt.
Ein mit etwas Milch angereicherter schwarzer Kaffee kann auch Café noisette genannt werden. Die für Café au lait, Café crème etc. verwendete heiße Milch ist in Frankreich üblicherweise nicht aufgeschäumt.
Für Milchkaffee wird in Cafés meist als Espresso (café express) hergestellter Kaffee verwendet, in französischen Haushalten hingegen Kaffee aus einer Pressstempelkanne oder Kaffeemaschine oder auch, seltener, Filterkaffee. Bevorzugt werden zur Herstellung des Kaffees Bohnen der Sorte Arabica, die etwas stärker geröstet wurden als die traditionell für deutschen Filterkaffee verwendeten Bohnen, jedoch nicht so stark wie bei italienischem Kaffee. In Haushalten wird Milchkaffee gelegentlich noch mit Zichorie (chicorée à café) aromatisiert.

### Niederlande und Belgien
Der koffie verkeerd ‚Kaffee verkehrt‘ besteht wie Café au lait aus Kaffee und heißer, aber nicht kochender Vollmilch; der Milchanteil ist aber höher, es wird zwei Drittel heiße Milch und ein Drittel Kaffee angestrebt. Im frankophonen Teil Belgiens, der Wallonie, heißt der koffie verkeerd lait russe ‚russische Milch‘. In Gläsern zubereitet zeigt koffie verkeerd Milch und Kaffee in getrennten Schichten.

### Italien
In Italien lautet die Bezeichnung für Milchkaffee caffellatte (auch caffè e latte). Dieser wird meist zum Frühstück getrunken.

### Österreich
In Österreich heißt der normale Milchkaffee Melange; die Wiener Melange wird mit geschäumter Milch serviert. In Wien ist mit einem Kaffee verkehrt ein kleiner Kaffee mit aufgeschäumter Milch gemeint.
Der Häferlkaffee bezeichnet einen Kaffee mit höherem Milchanteil.
Manchmal wird auch die Kurzform Häferl verwendet.

### Schweiz
In der Schweiz wird Milchkaffee – nach dem Trinkgefäß – Schale genannt.

### Spanien
Cortado ist eine spanische Kaffeespezialität und besteht aus Espresso, der mit wenig heißer, aufgeschäumter Milch „verschnitten“ wird (Cortado natural). Eine Variante ist der Cortado condensada oder Café bombón. Bei diesem wird dem Espresso gesüßte Kondensmilch zugegeben. Der Cortado leche leche („Milch und Milch“) wird auf den Kanarischen Inseln, insbesondere auf La Palma, getrunken. Bei diesem werden dem Espresso sowohl erhitzte Frischmilch als auch gesüßte Kondensmilch hinzugegeben.
In Katalonien und auf den Balearen heißt der Cortado auch tallat (katalanisch für ‚geschnitten‘). In Kuba nennt man ihn cortadito.
Café con leche ist die spanische Form des Milchkaffees. Er besteht, wie in Spanien üblich, aus einem Espresso mit Milch. Erwärmte beziehungsweise aufgeschäumte Milch kommt häufig getrennt in einer kleinen Kanne auf den Tisch.

### Portugal
In Portugal, vor allem im Norden bei Porto, ist der cortado auch unter dem Namen pingo (portugiesisch für ‚Tropfen‘) oder pingado bekannt, in Lissabon heißt er Garoto (portugiesisch für ‚Junge‘). Galão ist in Portugal eine Mischung aus Espresso und heißer Milch. Wie italienischer Latte macchiato wird ein Galão üblicherweise in einem Glas serviert. Meia de leite ist ein portugiesischer Milchkaffee in einer Tasse, der aus einem Espresso Lungo und Milch im Verhältnis von eins zu eins gemischt wird.
Café com leite ist Kaffee mit Milch und war auch die Bezeichnung für eine politische Allianz in der Geschichte Brasiliens.